# オランダ海軍
オランダ海軍（オランダかいぐん）は、オランダの海軍である。起源はハプスブルク領時代に遡り、連邦共和国の海軍を経て、王立海軍（オランダ語: Koninklijke Marine）となった。

## 歴史
オランダは建国以前神聖ローマ帝国次いでスペインの領土となったが、毛織物産業が発展しており貿易も盛んであった。それらの商船を海賊や私略船が襲うこともしばしばであり、商人は自衛のために武装を行った。この武装商船がオランダ海軍の起源といわれる。
八十年戦争(オランダ独立戦争)ではこれらの武装商船が結集して戦った。この当時軍船とその他の船の間には特殊なものを除いて明確な境界はなかったため、多くの商船を有していたオランダは強力な海上戦力を保有する潜在能力を有していた。
1602年にオランダ東インド会社が設立され、東アジア、東南アジア諸国との大規模な貿易が始まる。これにより多くの富がもたらされた。1623年にはアンボイナ事件が起きイギリスに対してこの地域での貿易で優位に立ったものの、対立構造が決定的になった。1650年代イギリスがオランダの商船を接収して積荷を没収するようになり三次に渡る英蘭戦争が勃発した。オランダ海軍は港湾の関係上大型の艦は使用できなかったが、マールテン・トロンプやミヒール・デ・ロイテル等の名将のもと大型の戦列艦に対して健闘した。英蘭戦争が起るまでの17世紀前半はオランダの黄金時代であり、イギリスが優位になった後もオランダ海上帝国として、帝国主義時代まで続く列強の一員であった。
18世紀、オランダはフランスと戦い国力を消耗した。オランダの有力な植民地はインドネシア（オランダ領東インドが成立するのは20世紀）しかなく、他の列強に比較すると格の落ちる海軍しか整備できなかった。また1795年にはフランスに占領されバタヴィア共和国となる（フランス革命戦争）。この時期英海軍を相手としてキャンパーダウンの海戦を戦った。
20世紀、オランダは第二次世界大戦まで大きな戦争を戦うことはなかった。また、オランダは第一次世界大戦に中立であり、参戦することは無かった。
その後、大日本帝国の勢力が拡大するにつれてインドネシアの安全が脅かされることとなる。オランダは自国経済の要であるインドネシアを防衛すべく重点的にそちらに海軍戦力を配備した。1940年5月にはナチス・ドイツのフランス侵攻に伴い、オランダ本国がドイツに占領された。短時日の陸戦による戦闘が主であり、海上戦闘はほとんど無かった。また、第二次世界大戦における大日本帝国海軍とオランダ海軍の戦力差は隔絶しており、1942年に入り日本海軍がマレー・フィリピンを制圧してインドネシア侵攻に至ると、その圧倒的優位に対抗してアメリカ海軍・イギリス海軍・オーストラリア海軍と連合艦隊を組織して日本海軍に挑むも、ジャワ沖海戦、バリ島沖海戦、スラバヤ沖海戦、バタビア沖海戦にいずれも敗北して戦力をすり減らし壊滅した。
第二次世界大戦以降は西側諸国の一員としてソビエト海軍の潜水艦に備えてフリゲート等を整備した。現在ではヨーロッパ諸国と共同で設計した軍艦などを運用している。

## 組織
第二次世界大戦前に海軍司令長官（BDZ）の職が設けられている。この職は海軍最高司令官として機能し2005年まで続く。海軍司令長官はオランダ海軍司令官（CZMNED）、カリブ海海軍司令官（CZMCARIB）と海兵隊総司令官（CKMARNS）を主導し、デン・ハーグにある海軍参謀本部を指導する。
2005年に国軍の大規模な組織改編がなされ、統合参謀総長が指揮権を集約し各軍参謀総長は権限を制約され教育訓練を主に担当することになる。海軍の実戦部隊は海軍司令部に統合される。海軍司令部は人事、設備管理、会計管理の機能が除外されいくつかの任務は各局や参謀本部に引き継がれている。
また、海軍司令官は北大西洋条約機構の一員としてベネルクス海軍司令官（Admiraal Benelux）が設けられ、戦時および国際的演習などでベルギー＝オランダ艦隊を編組し指揮する。この機能は常設となっておりデン・ヘルダー海軍基地にはベルギー海軍の参謀が置かれ統連合司令部として存在している。
2023年時点で現役兵総員11,541名。2024年度予算は107.8万ユーロ（約117億ドル）。
- 海軍参謀本部
- 海軍司令部
  - 護衛艦群
  - 機雷戦部隊
  - 潜水艦部隊
  - 水路部
  - 海兵隊
  - 沿岸警備隊（本国周辺を担当）
  - カリブ海沿岸警備隊（カリブ海領土を担当）
  - 空軍海軍航空部（旧海軍航空隊で現在は空軍の国防ヘリコプター集団に統合されている）
- 王立海軍兵学校

なお、オランダ本土の運河など内水の哨戒任務はオランダ陸軍が担っており、陸軍は哨戒艇部隊を保有する。

## 階級
| 士官                     |                                                  |  |           |
| 元帥                     | Admiraal 伝統的に存在したが1956年を最後に廃止    |  | OF-10     |
| 海軍大将                 | Luitenant-Admiraal                               |  | OF-9      |
| 海軍中将                 | Vice-Admiraal                                    |  | OF-8      |
| 海軍少将                 | Schout-bij-nacht                                 |  | OF-7      |
| 海軍准将                 | Commandeur                                       |  | OF-6      |
| 海軍大佐                 | Kapitein-ter-zee                                 |  | OF-5      |
| 海軍中佐                 | Kapitein-luitenant-ter-zee                       |  | OF-4      |
| 海軍少佐                 | Luitenant-ter-zee 1ste klasse                    |  | OF-3      |
| 海軍大尉                 | Luitenant-ter-zee der 2e klasse oudste categorie |  | OF-2      |
| 海軍中尉                 | Luitenant-ter-zee 2de klasse                     |  | OF-1      |
| 海軍少尉                 | Luitenant-ter-zee 3de klasse                     |  | OF-1      |
| 准士官および下士官、兵卒 |                                                  |  |           |
| 兵曹長                   | Adjudant-onderofficier                           |  | OR-9/OR-8 |
| 上等兵曹                 | Sergeant-majoor                                  |  | OR-7      |
| 一等兵曹                 | Sergeant                                         |  | OR-6/OR-5 |
| 二等兵曹                 | Korporaal                                        |  | OR-4      |
| 上等水兵                 | Matroos der 1ste Klasse                          |  | OR-3      |
| 一等水兵                 | Matroos der 2de Klasse                           |  | OR-2      |
| 二等水兵                 | Matroos der 3de Klasse                           |  | OR-1      |

海軍士官候補生については各学年ごとに現行の階級制の中から指定される。第1学年は三等兵、第2学年は伍長、第3学年は兵曹、第4学年は少尉となっている。オランダ語での呼称は海軍と海兵隊とで異なるものもある。

## 主要基地・施設
- デン・ヘルダー海軍基地（北ブラバント州デン・ヘルダー、海軍司令部を置く主要海軍基地）
- コーイ飛行場（北ホラント州デン・ヘルダー、旧海軍航空隊基地で現在は空軍艦載機部隊が所在）
- フリッシンゲン（ゼーラント州フリシンゲン、2級基地）
- アムステルダム（北ホラント州アムステルダム、2級基地）
- ヨースト・ドゥーレン兵営（北ホラント州テセル、海兵隊駐屯地）
- ヴァン・ゲント兵舎（南ホラント州ロッテルダム、海兵隊兵舎）
- ヴァン・ブラーム・ホーウクリスト兵営（ユトレヒト州ドールン、海兵隊駐屯地）
- パレラ海軍基地（キュラソー島ウィレムスタッド、海外根拠地および海兵隊訓練センター。他にカリブ海沿岸警備隊もいる）
- サヴァンナタ海軍兵営（自治地域アルバ、海兵隊駐屯地。他にカリブ海沿岸警備隊もいる）

## 装備

### 艦艇
2023年9月11日現在
過去に就役した艦艇については「オランダ海軍艦艇一覧」を参照。
通常動力型潜水艦
- ワルラス級×3

ゼーレーウ（S803 Zeeleeuw） - 1990年
ドルフェイン（S808 Dolfijn） - 1993年
ブラインヴィス（S810 Bruinvis） - 1994年
フリゲート
- カレル・ドールマン級×2

ファン・アムステル（F831 Van Amstel） - 1993年
ファン・スペイク（F828 Van Speijk） - 1995年
- デ・ゼーヴェン・プロヴィンシェン級×4

デ・ゼーヴェン・プロヴィンシェン（F802 De Zeven Provinciën） - 2002年
トロンプ（F803 Tromp） - 2003年
デ・ロイテル（F804 De Ruyter） - 2004年
エヴァーツェン（F805 Evertsen） - 2005年
哨戒艦
- ホラント級×4

ホラント（P840 Holland） - 2011年
ゼーラント（P841 Zeeland） - 2013年
フリースラント（P842 Friesland） - 2013年
フローニンゲン（P843 Groningen） - 2013年
ドック型輸送揚陸艦（LPD）
- ロッテルダム（L800 Rotterdam） - 1998年
- ヨハン・デ・ウィット（L801 Johan de Witt） - 2007年

汎用揚陸艇（LCU）
- Mk.9型×5

L9525-9529
車両兵員揚陸艇（LCVP）
- Mk.5型×12

L9565-9576
機雷掃討艇
- トリパルタイト級×5

マックム（M857 Makkum） - 1985年
スヒーダム（M860 Schiedam） - 1986年
ジーリクゼー（M862 Zierikzee） - 1987年
フラールディンゲン（M863 Vlaardingen） - 1989年
ウィレムスタット（M864 Willemstad） - 1989年
- ジオシー　（MXXX ） - 1989年

測量艦
- スネリウス級×2

スネリウス（A802 Snellius） - 2003年
ライメス（A803 Luymes） - 2004年
遠洋調査船（ESB）
- ハイドログラフ（英語版）（H8021 Hydrograaf） - 2015年

練習帆船
- ファン・キンスベルヘン（A902 Van Kinsbergen） - 1999年
- ウラニア（Y8050 Urania） - 1938年

補給艦
- ペリカーン（A804 Pelikaan）[4] - 2006年 ※ Logistic Support Vessel

統合支援艦（JSS）
- カレル・ドールマン（A833 Karel Doorman） - 2015年

魚雷揚収船
- メルクール（A900 Mercuur） - 1987年

水中作業母船
- セルベロス級[5]×4

セルベルス（A851 Cerberus） - 1992年
アーガス（A852 Argus） - 1992年
ナウティルス（A853 Nautilus） - 1992年
ヒードラ（A854 Hydra） - 1992年
タンカー
- （Y8760 Patria） - 1998年

支援艇
- ニーウディープ（Y8005 Nieuwdiep） - 1972年

曳船
- リンゲ級×1

ハウエ（A878 Gouwe） - 1987年
- ノースシー級×5

ノースシー（A871 Noordee） - 2016年
ワッデンシー（A872 Waddenzee） - 2016年
ゾイデル（A873 Zuiderzee） - 2016年
港内曳船
- スヘルデ級×5

スヘルデ（Y8055 Schelde）、ヴィールバルフ（Y8056 Wierbalg）、マルズヴィン（Y8057 Malzwin）、ザウトヴァル（Y8058 Zuidwal）、ヴェストヴァル（Y8059 Westwal）
- ノースデルハークス級×2

ノースデルハークス(Y8208 Noorderhaaks)、ズイダーハークス（Y8209 Zuiderhaaks）

### 戦力推移
| 艦種           | 1974年 | 1984年 | 1993年 | 2005年 | 2011年 |
| -------------- | ------ | ------ | ------ | ------ | ------ |
| LC フリゲート  |        |        |        | 4      | 4      |
| M フリゲート   | 4      | 8      | 8      | 2      | 2      |
| GW フリゲート  | 2      | 2      | 2      |        |        |
| L フリゲート   | 1      | 2      | 2      |        |        |
| S フリゲート   | 12     | 10     | 6      |        |        |
| MLM フリゲート | 6      |        |        |        |        |
| フリゲート合計 | 25     | 22     | 18     | 6      | 6      |
| 哨戒艇         |        |        |        | 4      | 2-4    |
| 潜水艦         | 6      | 6      | 4      | 4      | 4      |
| 補給艦         | 2      | 2      | 2      | 1      |        |
| ATS            |        |        | 1      | 2      | 2      |
| JSS            |        |        |        | 1      | 1      |
| 機雷敷設艇     | 15     | 15     | 15     | 10     | 6      |
| 掃海艇         | 11     | 11     |        |        |        |
| 艦船合計数     | 59     | 56     | 40     | 28     | 21     |
| LRMP 航空機    | 21     | 13     | 13     |        |        |
| ヘリコプター   | 36     | 30     | 20     | 20     | 20     |
| 航空機合計     | 57     | 43     | 33     | 20     | 20     |

## 旗

?国旗・軍艦旗
海軍用国籍旗
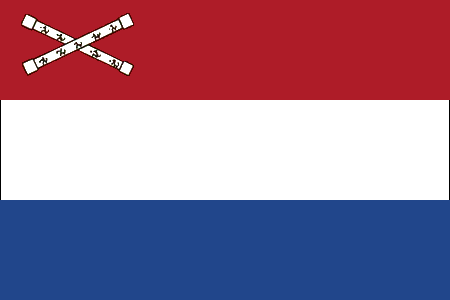
海軍元帥旗（階級旗）
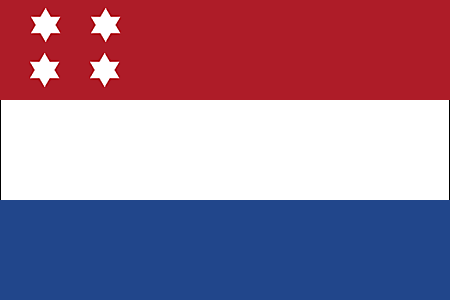
海軍大将旗（階級旗）
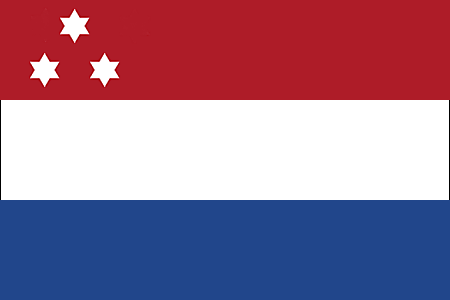
海軍中将旗（階級旗）
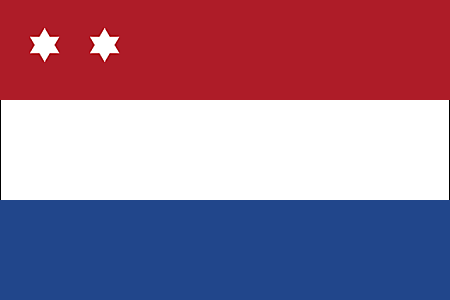
海軍少将旗（階級旗）
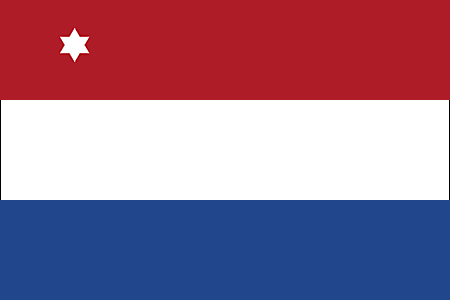
海軍代将旗（階級旗）